# انتشار گازهای گلخانه‌ای توسط آمریکا

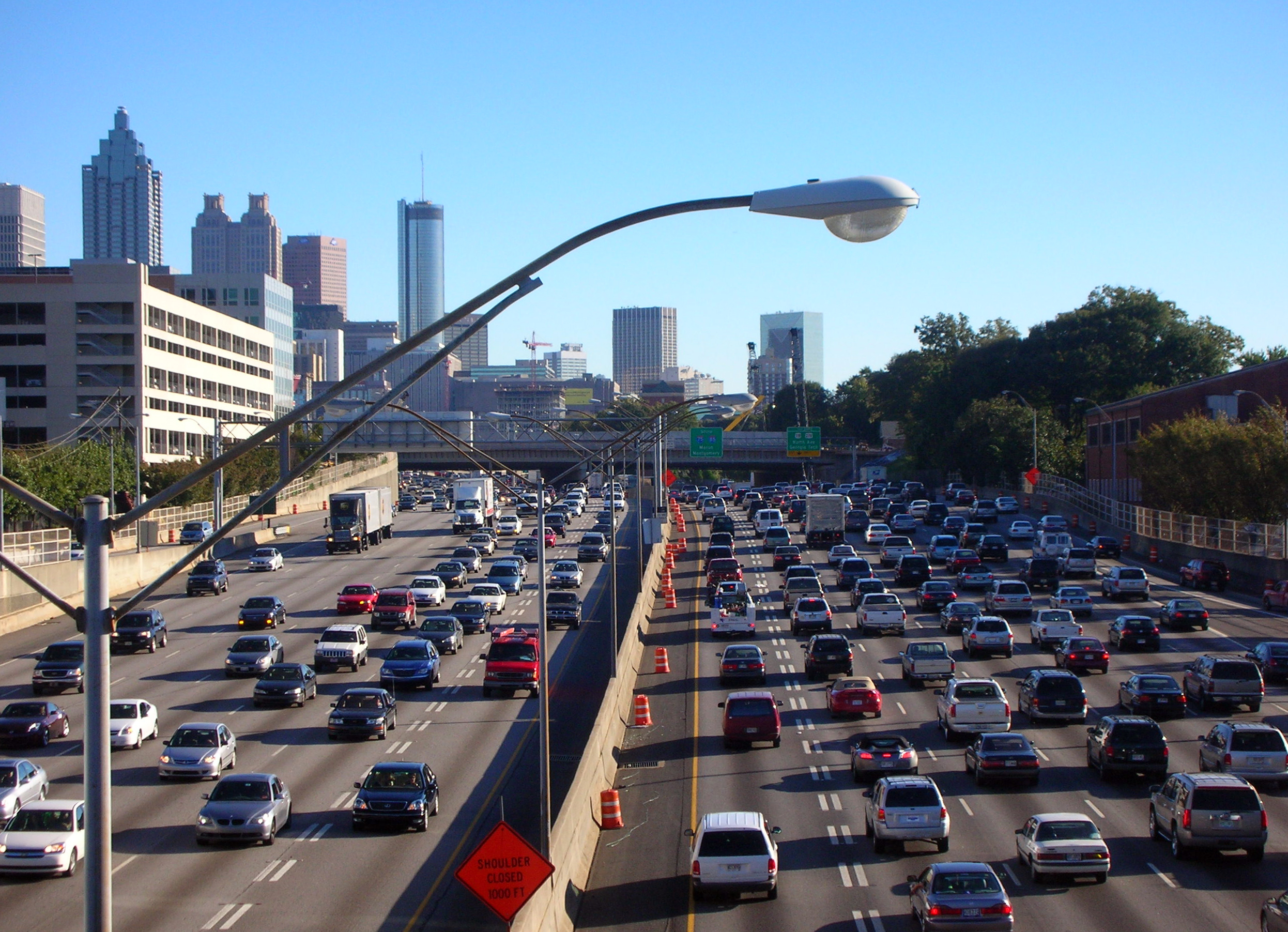
حمل و نقل در ایالات متحده بزرگ‌ترین منبع گازهای گلخانه ای است

انتشار گازهای گلخانه‌ای توسط آمریکا، ۲/۵ میلیون دی‌اکسید کربن گازهای گلخانه‌ای (GHG) در سال ۲۰۲۰ بوده‌است و پس از چین دومین کشور با بیشترین میزان تولید گازهای گلخانه‌ای است و در میان کشورهایی قرار دارد که بیشترین میزان انتشار گازهای گلخانه‌ای به ازای هر فرد در دنیا را داراست. در سال ۲۰۱۹، تخمین زده شد که چین ۲۷٪ از کل GHG جهان را منتشر کرده‌است، ایالات متحده آمریکا با ۱۱٪ پس از چین قرار دارد، و هند سومین کشور با %۶/۶ می‌باشد. به‌طور کلی ایالات متحده آمریکا یک چهارم از GHG جهان را منتشر می‌کند و این بیشتر از هر کشور دیگری است. میزان انتشار سالانه بیش از ۱۵ تن در سال به ازای هر فرد است و در بین هشت کشور با بالاترین میزان انتشار قرار دارد و بالاترین سرانه انتشار گازهای گلخانه‌ای به ازای هر فرد را دارا است. با این حال، IEA تخمین می‌زند که ثروتمندترین دهک در آمریکا بیش از ۵۵ تن CO2 به شکل سرانه در سال منتشر می‌کند. به دلیل اینکه نیروگاه‌های با سوخت زغال‌سنگ در حال تعطیلی هستند، در اواخر دهه ۲۰۱۰ میزان انتشار مربوط به تولید برق به رتبه دوم بعد از حمل و نقل تنزل پیدا کرد که اکنون بزرگ‌ترین منبع انتشار است. در سال ۲۰۲۰، ۲۷٪ از انتشارات GHG آمریکا مربوط به بخش حمل و نقل، ۲۵٪ مربوط به برق، ۲۴٪ حاصل از صنایع، و ۱۳٪ حاصل از ساختمان‌های مسکونی و تجاری، و ۱۱٪ نیز مربوط به کشاورزی بوده‌اند. در سال ۲۰۲۱، بخش تولید برق دومین منبع بزرگ تولید گازهای گلخانه‌ای در آمریکا بود و در حدود ۲۵٪ از کل انتشار را به خود اختصاص داده بود. انتشار گازهای گلخانه‌ای در تغییرات اقلیمی در آمریکا و جهان مشارکت دارد.

## پس‌زمینه

### انواع گازهای گلخانه‌ای
انتشار گازهای گلخانه ای آمریکا از سال ۱۹۹۰ تا ۲۰۱۶ شامل گاز دی‌اکسید کربن و متان بوده. بین سال‌های ۱۸۵۰ تا سال ۲۰۱۸ ایالات متحده در مقایسه با بقیه کشورها بیشترین مقدار انتشار گازهای گلخانه ای را به صورت فزاینده به خود اختصاص داده‌است. از سال ۱۸۵۰، میزان دی‌اکسید کربن منتشر شده توسط ایالات متحده آمریکا در مقایسه با بقیه کشورها بیشترین مقدار بوده.
گازهای گلخانه‌ای و گازها شامل دی‌اکسید کربن، اکسید نیتروژن، ازن، متان، گازهای فلوئوردار، و غیره هستند که انرژی تشعشعی را جذب و در اتمسفر منتشر می‌کنند. غلظت‌های گازهای گلخانه‌ای در اتمسفر از زمان انقلاب صنعتی در اثر فعالیت‌های صنعتی به شکل چشمگیری افزایش یافته‌است. اصلی‌ترین گازهای گلخانه‌ای عبارتند از دی‌اکسید کربن، متان، اکسیدهای نیتروژن‌دار، و گازهای حاوی فلوئور. فعالیت‌های انسانی به عنوان فعالیت‌هایی شناخته می‌شوند که مربوط به تعانل بین انسان و طبیعت هستند و موجب اثرات کشنده روی گیاهان می‌گردند. چنین اثراتی شامل الگوهای آب و هوایی متغیر، خشکسالی‌ها، موج‌های گرمایی، آتش‌سوزی‌های جنگلی، اسیدی شدن اقیانوس‌ها، افزایش سطح آب دریاها، ذوب یخچال‌های طبیعی، افزایش میانگین دماهای جهانی، انقراض و بسیاری موارد دیگر هستند.
گازهای گلخانه‌ای به لحاظ مدت زمان باقی‌ماندن در اتمسفر دارای بازه وسیعی هستند. صرفنظر از منبع انتشار این گازها، این انتشارات در سراسر جهان منتشر می‌شوند و با یک مخلوط ناهمگن می‌آمیزند. غلظت آن‌ها به صورت بخش در میلیون (ppm)، بخش در میلیارد (ppb)، و بخش در تریلیون (ppt) سنجیده می‌شود. در سال ۲۰۱۹، داده‌های نشان دادند که ۹/۴۰۹ بخش در میلیون دی‌اکسید کربن در اتمسفر وجود دارد. این موضوع به شدت روی اتمسفر تأثیر می‌گذارد و باعث گرمایش جهانی و ایجاد یک پتوی ضخیم در روی جو زمین می‌گردد.